# 버나드 폭스 (아일랜드 공화주의자)
버나드 폭스(Bernard Fox, 1951년경 ~ )는 아일랜드 공화국군 임시파의 육군평의회 구성원이었으며 1981년 아일랜드 단식투쟁에 참여했다.
폭스는 북아일랜드 벨파스트의 팔스로드의 견습 건축가였는데, 1969년 18세의 나이로 IRA에 들어갔다. 그는 1998년 《아이리시 뉴스》와의 인터뷰에서 당시 IRA에 들어간 동기를 다음과 같이 설명했다. “한번은 노포크 거리에서 거의 총에 맞을 뻔 했다. 나는 총을 가지고 싶어졌다. 그건 생존의 문제였다. 자신의 사람들을 … 가족을, 그리고 자기 자신을 지키고 싶다면 말이다. 바리케이드들이 들어섰을 때 나는 총이 갖고 싶어 IRA에 들어가 있던 지인에게 접근해서 이렇게 물었다. ‘내가 영국군을 쏴죽일 수 있을까?’ 그때만 해도 나는 그것이 영국 정부의 잘못이라는 인식조차 갖지 못했다.” 1981년, 폭스는 폭발물 소지 및 호텔 폭파 혐의로 20년형을 선고받고 메이즈 교도소에 수감되었다. 그리고 1981년 8월 24일 패디 퀸이 가족들에 의해 단식을 중단하자 퀸을 대신하여 단식을 시작했다. 폭스는 32일간 단식하고 의사들에게 신장폐색으로 인한 사망의 위험이 있다는 경고를 받고 9월 24일 단식을 중단했다.
IRA 활동을 하면서 폭스는 네 번 투옥되었고 감옥에서 20년 이상을 보냈다. 1998년 벨파스트 협정이 체결되면서 석방되었다. 2001년 부활절, 폭스는 더블린에서 부활절 봉기 85주년 기념행사의 마이크를 잡았고 이렇게 말했다. “옥중에서 거의 22년을 보낸 뒤에 가장 자주 드는 생각 중 하나는, ‘그럴 만한 가치가 있었을까?’ 입니다. 나는 그 질문에 대답할 수 없습니다. 그 질문은 역사가 대답할 것입니다. 질문은 과거형으로 되어 있습니다. 아직 끝난 게 아닙니다. 투쟁은 계속될 것이며 영국이 아일랜드에서 물러나는 그날까지 계속될 것입니다”. 2005년 IRA 육군평의회의 브라이언 키넌이 신병을 이유로 사퇴하자 폭스가 그를 대신해 합류했다. 폭스는 2006년 9월 게리 애덤스와 마틴 맥기네스가 조직을 비민주적으로 조종하고 있다고 비난한 뒤 평의회에서 탈퇴했다.
2007년 1월, 폭스는 가족 휴양에서 돌아오다가 벨파스트 국제공항에서 구류되어 심문을 받았다. 폭스의 변호사에 따르면 그를 구류한 두 사내는 영국 정보기관 MI5 소속이라고 한다. 폭스는 이에 대해 정식 소송을 제기하여 MI5를 비롯한 다른 법집행기관에 대한 조사를 실시하도록 했다.